# Selaginella valida
Selaginella valida är en mosslummerväxtart som beskrevs av Arthur Hugh Garfit Alston. Selaginella valida ingår i släktet mosslumrar, och familjen mosslummerväxter. Inga underarter finns listade i Catalogue of Life.